# YUKI's BEST
『YUKI's BEST』（ユキズ・ベスト）は、斉藤由貴のベスト・アルバム。1995年1月6日発売。発売元はポニーキャニオン。

## 解説
まっすぐ正面を見つめるCDジャケットが特徴的な1990年代に唯一発売されたベスト・アルバム。
1985年の歌手デビューから10周年目の記念作品（CD帯に記載）。
スタジオ・アルバム『moi』からおよそ1ヶ月後に発売された。
1989年以降のアルバム曲を中心に構成され、「卒業」「夢の中へ」を除く1980年代のシングル曲と「予感」はリミックス・ヴァージョンで収録された。
2003年には、ブックレットに斉藤自身の楽曲コメントや対談が掲載された公認のCD-BOXが発売された。なお、当アルバムのリミックス作品も『斉藤由貴 CD-BOX 2』に収録されている。

## 収録曲
1. AXIA 〜かなしいことり〜（4:34）
  - アルバム『AXIA』（1985年）収録曲
2. 卒業（4:43）
  - 歌手デビュー曲。
3. 悲しみよこんにちは （Remix Version）（3:59）
  - 紅組の司会（キャプテン）も務めた『第37回NHK紅白歌合戦』の歌唱曲。
  - 2007年に「悲しみよこんにちは （21st century ver.）」のタイトルでリメイク版がリリースされた。
4. 青空のかけら （Remix Version）（3:54）
  - オリコンヒットチャートで1位を獲得した。
5. MAY （Remix Version）（5:01）
  - 当時、同じポニーキャニオンに所属していた谷山浩子が作詞を担当。
6. 3年目（4:43）
  - アルバム『PANT』（1988年）より
7. 夢の中へ（3:33）
  - 井上陽水がオリジナル。森高千里がカバーした「17才」（原曲歌唱は南沙織「17才」）とともに、カバーソング・ブームの火付け役となった。
8. N'oublie pas Mai （5月を忘れないで）（5:19）
  - アルバム『âge』（1989年）より
9. DOLL HOUSE（4:10）
  - アルバム『âge』より
10. 回転木馬（4:46）
  - アルバム『MOON』（1990年）より
  - オープニングのナレーション、効果音がカットされたバージョン。
11. 迷宮（5:19）
  - アルバム『MOON』より
12. Yours（6:06）
  - シングル「いつか」カップリング曲
13. Julia（4:32）
  - アルバム『LOVE』（1991年）より
14. いつか （Album Version）（4:34）
  - アルバム『LOVE』収録のヴァージョン。
15. あなたと出逢って（5:41）
  - アルバム『moi』（1994年）より
16. 予感（Remix Version）（5:01）
  - アルバム『チャイム』（1986年）より

## 関連作品
- AXIA　M-1・2
- チャイム　M-3・4・16
- 風夢　M-5
- PANT　M-6
- âge　M-8・9
- MOON　M-10・11
- LOVE　M-12・13・14
- moi　M-15